# Wypadek w elektrowni jądrowej Three Mile Island
Wypadek w elektrowni jądrowej Three Mile Island – wypadek jądrowy, który wydarzył się 28 marca 1979 r., kiedy to nastąpiło częściowe stopienie rdzenia w drugim reaktorze (TMI-2) elektrowni jądrowej Three Mile Island, na wyspie o tej samej nazwie. Przypadek ten opisywany jest jako najpoważniejszy wypadek w Stanach Zjednoczonych w historii komercyjnych reaktorów jądrowych. Jest to też najpoważniejszy wypadek w historii, jakiemu uległ reaktor typu PWR.
Elektrownia atomowa jest położona na sztucznej wyspie o powierzchni 3,29 km² 16 km od miasta Harrisburg (stolicy stanu Pensylwania), zamieszkanego przez 50 tys. osób. W odległości 8 km od elektrowni mieszkało w czasie wypadku 25 tys. osób.
Wypadkiem zajmowały się różne agencje (federalne, stanowe i lokalne), które usiłowały określić stopień zagrożenia, wyjaśnić przyczyny awarii (przez dłuższy czas nie zostały rozwikłane wszystkie niejasności) oraz orzec, czy pobliska ludność powinna była zostać ewakuowana. 
Obsługa zdołała utrzymać kontrolę nad reaktorem, a żadna z osób nie została napromieniowana w stopniu zagrażającym zdrowiu. Wypadek miał jednak poważne ekonomiczne i społeczne konsekwencje, na co nałożył się – oprócz awarii – proces dekontaminacji, który okazał się powolny i kosztowny.
Wypadek TMI-2, zwany potocznie Three Mile Island, przyczynił się do spadku publicznego poparcia wykorzystania energii jądrowej, a w wyniku późniejszej awarii w Czarnobylu obawy przed podobnym przypadkiem w USA i w innych krajach wzrosły. Od tego zdarzenia w Stanach nie podjęto budowy nowych elektrowni jądrowych (o zastosowaniach komercyjnych). Elektrownie zbudowane wcześniej (po pewnych usprawnieniach) nadal są w użyciu.

## Budowa

Uproszczona budowa bloku energetycznego TMI-2
1. Reaktor,
2. Rdzeń, 3. Stabilizator ciśnienia, 4. Zawór bezpieczeństwa, 5. Generator pary, 6. Pompa, 7. Osłona biologiczna, 8. Turbina, 9. Generator, 10. Skraplacz, 11. Pompa rezerwowa

Reaktory TMI, z których jeden uległ uszkodzeniu, były reaktorami typu PWR, w których chłodziwem i moderatorem jest zwykła woda pod wysokim ciśnieniem. Wskutek wysokiego ciśnienia wody w reaktorze (15 MPa) temperatura wrzenia wynosi około 340 °C. Woda w obiegu pierwotnym ma temperaturę mniejszą od jej temperatury wrzenia i pozostaje w stanie ciekłym. Chłodziwo jest kierowane do generatora pary, w którym ogrzewa obieg główny (wtórny) – wodę pod mniejszym ciśnieniem zmieniając ją w parę. Standardowo w reaktorach tego typu stosowano ciśnienie około 6 MPa (około 60 at) i temperaturę 275 °C. Para wodna kierowana jest do turbiny, gdzie rozpręża się, następnie do kondensatora pary, w którym skrapla się, po czym w formie ciekłej jest zawracana do wytwornicy pary.

## Przebieg awarii – skrót
- Zawór bezpieczeństwa, po swej aktywacji i doprowadzeniu do spadku ciśnienia do prawidłowego poziomu, nie zamyka się; zdarzenie to nie jest też rejestrowane przez czujniki,
- Niezamknięcie zaworu powoduje dalsze obniżanie ciśnienia, co wywołuje intensywne wrzenie wody,
- Powstająca para wodna powoduje silnie egzotermiczną reakcję cyrkonu z parą; reaktor nagrzewa się do temperatury 2760 °C i zaczyna się topić; wydziela się wodór i tlen,
- Gromadzący się w osłonie biologicznej wodór ulega samozapłonowi, następuje pożar niszczący urządzenia elektrowni.

## Szczegóły wypadku
Wypadek dotyczył reaktora TMI-2 (TMI-1 był w tym czasie wyłączony w celu załadowania paliwa) i rozpoczął się, gdy główna pompa systemu tłoczącego kondensat do generatora pary uległa awarii dokładnie o 4:00 nad ranem 28 marca 1979. 
Rzeczywisty powód wystąpienia usterki nie został precyzyjnie określony. Przypuszcza się, iż woda dostała się do przewodów pneumatycznych kontrolujących przepływ wody przez pompę poprzez filtry. W pierwszym momencie próbowano przywrócić pompę do pracy, jednak bez rezultatu.
Zatrzymanie obiegu wody w systemie wymiany ciepła spowodowało, iż generator pary nie mógł oddawać ciepła z obiegu pierwotnego do wtórnego. Z powodu braku dopływu pary turbina wyłącza się.
Momentalnie, wskutek nieodbieranego z układu ciepła, w układzie reaktora nastąpiło podgrzanie chłodziwa do temperatury przekraczającej punkt wrzenia. Wydzielająca się para wodna zwiększała ciśnienie w układzie reaktora.
Aby zabezpieczyć układ przed przekroczeniem dopuszczalnego ciśnienia, zawór bezpieczeństwa położony na szczycie stabilizatora ciśnienia otworzył się. Zawór ten powinien ulec zamknięciu, gdy ciśnienie spadnie do dopuszczalnego poziomu, co jednak nie nastąpiło.
Po spadku ciśnienia do poziomu optymalnego czujniki w centrali wykazały, iż zawór jest zamknięty. Ale czujnik nie wskazywał rzeczywistego stanu zaworu, a jedynie obecność impulsu elektrycznego zamykającego zawór, co zostało zinterpretowane jako fakt zamknięcia się zaworu. Bezpośredni czujnik stanu zaworu bezpieczeństwa został wyeliminowany z oryginalnego projektu z powodów oszczędnościowych. Po incydencie w TMI został on dodany do wszystkich podobnego typu elektrowni. W rezultacie tego błędu konstrukcyjnego zawór pozostał otwarty, powodując dalszy spadek ciśnienia w wodnym systemie chłodzenia reaktora. Operatorzy nie rozpoznali usterki jako „przypadek utraty chłodziwa” (utrata ciśnienia była równoważna utracie optymalnych warunków chłodziwa), ponieważ wskazania dotyczące poziomu wody w reaktorze były niejednoznaczne – jednoczesny spadek ciśnienia oraz wysoki poziom chłodziwa w reaktorze. Tymczasem wystąpił problem z rezerwowym systemem obiegu wody (rezerwa systemu głównego). Trzy pomocnicze pompy rozpoczęły pracę automatycznie po zatrzymaniu pompy głównej obiegu kondensatu, lecz dwa z trzech zaworów umożliwiających obieg były zamknięte, tym samym wciąż uniemożliwiły zaopatrzenie generatora pary w odpowiednią ilość wody.
System rezerwowy był testowany 42 godziny przed wypadkiem. Część procedury testowej wymagała zamknięcia zaworów pomp rezerwowych, lecz miały one zostać otwarte po zakończeniu procedury, czego nie zrobiono.
W późniejszym czasie komisja prezydencka zażądała od FBI śledztwa, mającego wyjaśnić, czy pozostawienie zaworów zamkniętych nie było aktem sabotażu. 
Zamknięcie zaworów pomp rezerwowych wykryto 8 minut od zaistnienia pierwszej awarii. Po ich otwarciu obieg rezerwowy natychmiast uzupełnił braki wody w generatorze pary. Brak zaopatrzenia w wodę obiegiem rezerwowym przez 8 minut nie spowodował nasilenia się skutków awarii, a jedynie wprowadził zamieszanie wśród operatorów centrali. Przywrócenie obiegu wody pomocniczej nie unormowało sytuacji. Ciśnienie w obiegu głównym dalej ulegało obniżaniu w wyniku otwartego zaworu bezpieczeństwa, co spowodowało również spadek temperatury wrzenia wody. Tym samym w układzie reaktora zaczęła pojawiać się para wodna pochodząca od wrzącego radioaktywnego chłodziwa pod niższym (niż robocze) ciśnieniem. Zbiornik pomocniczy, mający za zadanie skraplać wydzielające się pary radioaktywnego chłodziwa z wciąż otwartego zaworu bezpieczeństwa, powoli wypełniał się skroplinami, a po jego przepełnieniu skropliny zalały studzienki ściekowe w budynku reaktora, powodując alarm o 4:11.
Alarm ten, wyższe wskazania temperatury i ciśnienia niż normalne w przewodzie spustowym zaworu bezpieczeństwa oraz nienormalnie wysoka temperatura i ciśnienie wewnątrz osłony budynku zostały zignorowane przez operatorów reaktora. 
O 4:15 membrana przepełnionego zbiornika pomocniczego pękła, a skropliny radioaktywnego chłodziwa (ponad 11 m³) zaczęły wylewać się do osłony budynku. Skażone chłodziwo było odpompowywane do pomieszczeń pomocniczych, aż do zatrzymania pomp ściekowych o 4:39. Po około 8 minutach od wzrostu temperatury (5:20 rano), z uwagi na niskie ciśnienie pompowanej wody uległa ona kawitacji w pompie głównego obiegu. W wyniku tego pompa została wyłączona, a obieg wody w systemie – według założeń operatorów reaktora – miał się odbywać naturalnie (grawitacyjnie).
Woda, przestając cyrkulować w obiegu reaktora, zaczęła szybko odparowywać. Po 130 minutach od pierwszej usterki, górna część rdzenia reaktora została odsłonięta przez obniżający się w wyniku odparowywania poziom wody.
Ilość produkowanego ciepła gwałtownie się zwiększała wskutek postępującej reakcji między parą powstającą w reaktorze a cyrkonowymi okładzinami prętów paliwowych. Reakcja ta, uszkadzając osłonę, spowodowała zwiększenie radioaktywności krążącego chłodziwa, a pod wpływem wydzielającego się ciepła rdzeń reaktora osiągnął temperaturę 2760 °C i zaczął się topić. Wysoka temperatura w reaktorze spowodowała też rozkład pary wodnej na tlen i wodór.
Około 6 rano nastąpiła zmiana robocza w elektrowni. Nowa grupa zauważyła, iż temperatura w stabilizatorze ciśnienia jest za wysoka. Technicy otworzyli zawór rezerwowy w celu odpowietrzenia chłodziwa i zamknęli zawór bezpieczeństwa, ale w wyniku przecieku na zaworze około 950 m³ radioaktywnego chłodziwa dostało się już do budynku reaktora.
Po 165 minutach czujniki promieniowania wykrywają znaczne podwyższenie radioaktywności – poziom promieniowania wody w układzie reaktora przekroczył 350 razy dopuszczalny dla normalnych środowisk, cały budynek reaktora (blok TMI-2) został poważnie skażony. O 7:00 ogłoszono lokalny alarm w elektrowni, a o 7:24 stan zagrożenia. Radio w Harrisburgu podało wiadomość o problemach w elektrowni o 8:25, a prasa podała stan zagrożenia o godzinie 9:00. Obsługa nie zdawała sobie sprawy, iż poziom wody obiegu głównego jest zbyt niski, a rdzeń reaktora w ponad połowie jest odsłonięty. Kilku pracowników odczytało dane bezpośrednio z termopar reaktora, a po około siedmiu godzinach od alarmu do obiegu głównego wpompowano wodę, uzupełniając jej ilość do bezpiecznego poziomu. Zawór bezpieczeństwa otworzył się, obniżając ciśnienie gazów w obiegu. 
Po około dziewięciu godzinach, prawdopodobnie w wyniku zamykania się zaworu bezpieczeństwa, zgromadzony wodór w osłonie budynku uległ samozapłonowi, fakt ten jednak pozostał niemal niezauważony przez obsługę, która huk eksplozji utożsamiła ze spięciem.
Po około 16 godzinach pompa obiegu głównego chłodziwa podjęła pracę, a temperatura rdzenia zaczęła się obniżać. Znaczna część rdzenia uległa stopieniu, a całe pomieszczenie reaktora pozostało silnie radioaktywne. W następnym tygodniu niwelowania skutków awarii para wodna i pozostały wodór zostały usunięte z pomieszczenia reaktora poprzez odpowietrzenie bezpośrednio do atmosfery.
Do środowiska przedostało się 13 milionów kiurów (około 480*1015 bekereli) w formie radioaktywnych wyziewów. W gazach odlotowych stwierdzono niewielką ilość niebezpiecznego jodu-131, mogącego kumulować się w tarczycach. Stopione paliwo jądrowe nie wydostało się na zewnątrz reaktora, jak to jest pokazane w Chińskim syndromie. Mimo stopienia około 1/3 rdzenia, sama obudowa reaktora nie uległa stopieniu czy rozszczelnieniu, a stopione paliwo w całości pozostało wewnątrz reaktora.

## Następstwa
Przeciętna dawka, jaką w wyniku napromieniowania otrzymała ludność w obrębie 16 km od elektrowni wynosiła około 8 mR, a dla pojedynczych przypadków 100 mR. Dla porównania dawka 8 mR (milirentgen) odpowiada dawce otrzymanej podczas prześwietlenia rentgenowskiego. 100 mR odpowiada 1/3 rocznej dawki naturalnego promieniowania podłoża.
Wypadek w Three Mile Island jest przykładem, jak ludzie pod wpływem stresu podejmują niewłaściwe decyzje. Ogólnie twierdzi się, iż mało groźna awaria w elektrowni miała znacznie większe skutki wskutek błędów obsługi elektrowni. Operatorzy podejmowali nieprawidłowe decyzje w momencie zagrożenia wskutek natłoku informacji, z których część nie dotyczyło usterki, a inne były mylące lub błędne. Analiza awarii wykazała, iż niezbyt skomplikowany układ wyrównawczy w reaktorze (standardowo budowany w klasycznych elektrowniach) mógł zapobiec awarii, czego nie uwzględnili projektanci w konstrukcji zespołu TMI. Rezultatem wypadku była zmiana programu szkoleniowego operatorów elektrowni atomowych. Wcześniej działanie było oparte na rozpoznaniu i analizie problemu. Po zmianach program szkoleń skupiał się na zapewnieniu odpowiedniej ilości i ciśnienia chłodziwa niezbędnego dla chłodzenia rdzenia reaktora. Dodatkowo nastąpiła poprawa jakości wykonania elementów i samego ich projektowania. Dodano systemy śledzące prawidłową pracę poszczególnych podzespołów, a także dodatkowe elementy i zespoły, działające w sytuacjach krytycznych. Udoskonalenia w centrali sterowniczej obejmowały poprawę widoczności instrumentów i ich wskazań, eliminacja możliwości błędnego lub dwuznacznego odczytu, a także usunięcie wskaźników mogących zasłaniać inne aparaty kontrolne. Dodano także systemy nadzorujące krytyczne układy (odpowiedzialne za prawidłową pracę reaktora), a także systemy zabezpieczające przed ucieczką związków promieniotwórczych w wypadku przypadkowego rozszczelnienia instalacji. Dodatkowo od czasu wypadku każdy obiekt zawierający reaktor atomowy musi posiadać zatwierdzony przez federalne i lokalne organy władzy plan ewakuacji ludności z terenu 16 km od reaktora, umożliwiający szybkie powiadomienie i ewakuację w sytuacji zagrożenia. Plan ten poddawany jest okresowo testom pod względem spełniania wszystkich założeń ewakuacji w momencie realnego zagrożenia.

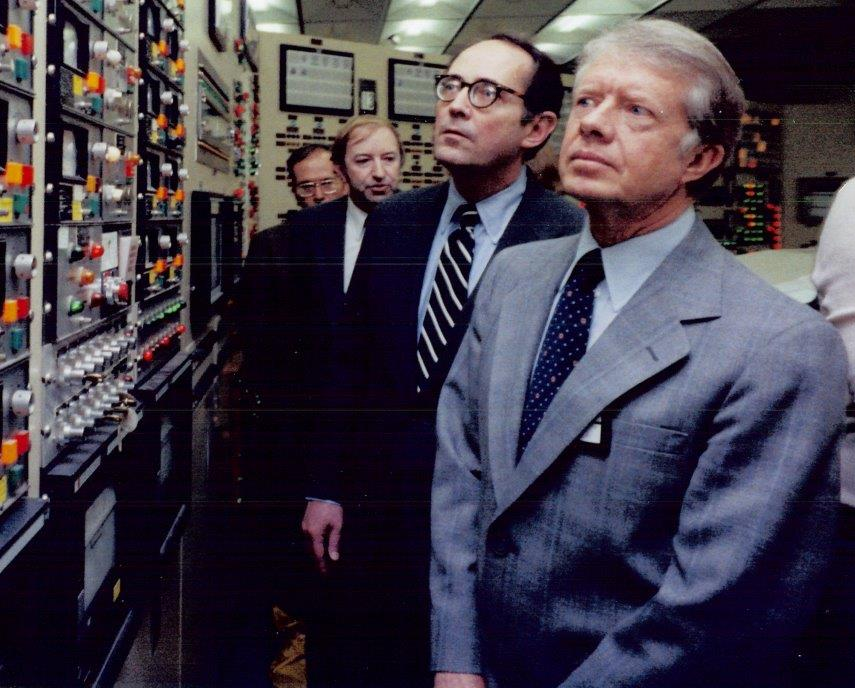
Prezydent Carter wizytuje elektrownię po wypadku, 1.04.1979

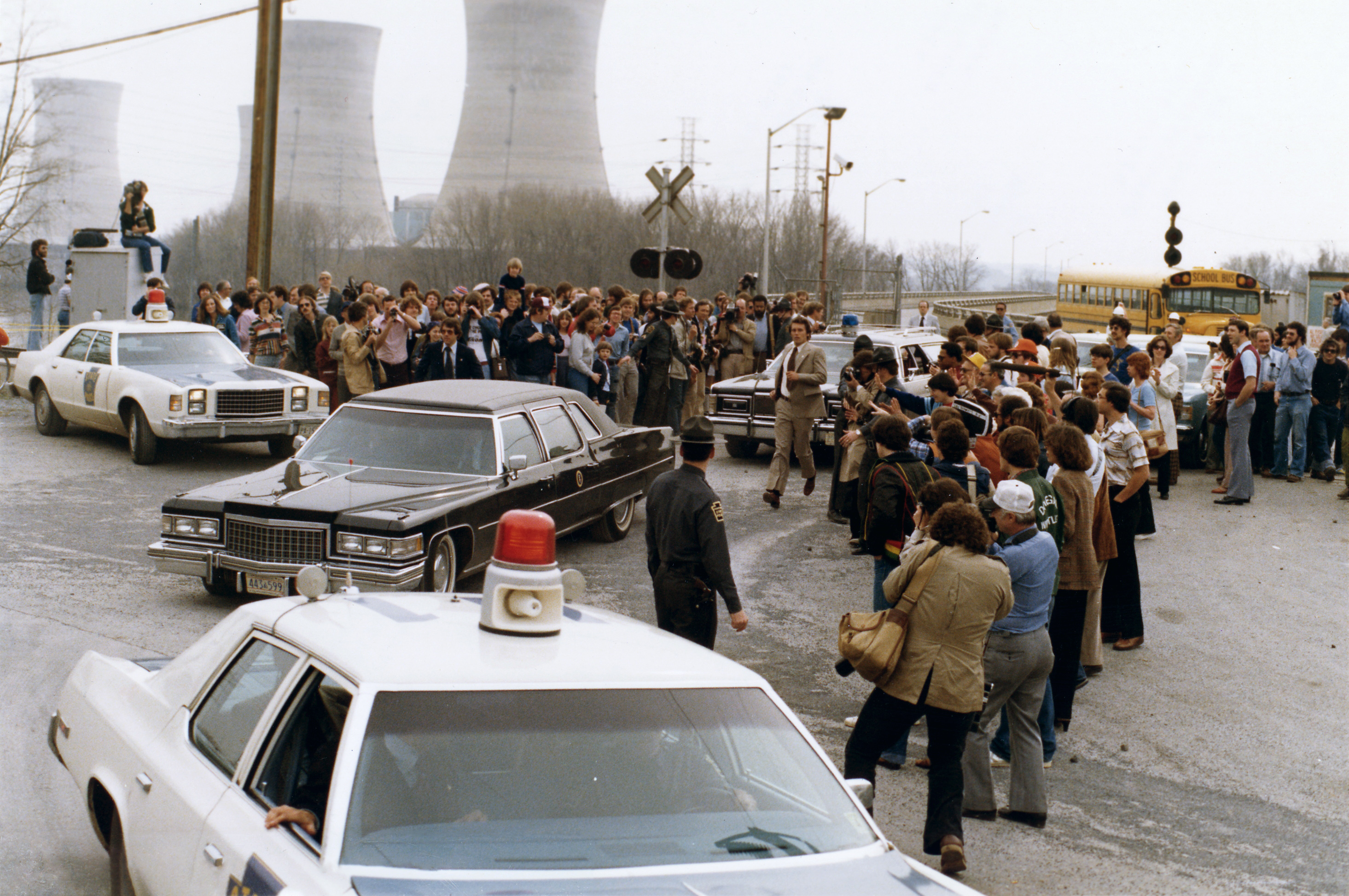
Carter opuszcza elektrownię

Amerykański prezydent Jimmy Carter nakazywał pełne śledztwo incydentu w Three Mile Island. Izba Reprezentantów Stanu Pensylwania przeprowadzała niezależne dochodzenie, które skupiło się na ulepszeniu procedur ewakuacji. Członkowie komisji śledczej po wnikliwym badaniu centrali w elektrowni TMI-2 stwierdzili, iż część przyrządów w rzeczywistości inaczej funkcjonowała niż była do tego przeznaczona, co było jedną z przyczyn błędnych decyzji obsługi reaktora. 
Incydent spowodował psychologiczny efekt strachu wśród obywateli USA. Przed wypadkiem poparcie wykorzystania energii atomowej wynosiło około 70%, po wypadku poparcie spadło do około 50% i utrzymywało się niezmienione przez dwie dekady. Niedawno społeczne poparcie dla energii atomowej zaczęło wzrastać. Administracja G. Busha promowała energetykę jądrową i zachęcała firmy energetyczne do budowy nowych elektrowni jądrowych w najbliższej przyszłości. Wypadek w TMI nie zainicjował likwidacji przemysłu jądrowego w USA, jednak rezultatem było odwołanie budowy planowanych w latach 1973–79 40 elektrowni atomowych; nie została także zaaprobowana do budowy żadna nowa elektrownia. Zamknięto 53 z 129 działających w 1979 elektrowni. Wymagania co do pracy elektrowni zostały zaostrzone, zwiększył się również opór lokalnej ludności przeciwko ich funkcjonowaniu, a czas samej budowy znacznie się wydłużył. W latach 1980–84 anulowano budowę 51 reaktorów jądrowych firmy Babcock & Wilcox, producentów reaktorów TMI.
Dekontaminacja budynku TMI-2 rozpoczęła się w sierpniu 1979; sam reaktor TMI-2 z uwagi na zniszczenia i skażenie był stopniowo oczyszczany. Początkowo wysiłki skupiały się na usunięciu paliwa jądrowego z reaktora oraz oczyszczaniu i dezaktywacji podłoża. W 1988 komisja ds. regulacji atomowych zaproponowała przerwanie dalszego oczyszczania bloku, z uwagi na niestwarzający zagrożenia dla zdrowia i bezpieczeństwa ludności poziom promieniowania. Proces usuwania paliwa został zakończony w 1990, a ostatecznie prace oczyszczania zakończyły się w grudniu 1993, zamykając się kosztem 975 milionów dolarów. W latach 1985–90 prawie 100 ton paliwa radioaktywnego zostało usunięte ze zniszczonego reaktora. Niestety skażone chłodziwo pozostało wewnątrz budynku, przesączając się do podstawy konstrukcji betonowej, bez realnej możliwości jej usunięcia. Reaktor TMI-2 działał tylko 3 miesiące; po wypadku skażone pomieszczenie i ruiny reaktora uniemożliwiają odbudowę, a budynek jest stale zamknięty.
Awaria oraz atrakcyjność ekonomiczna elektrowni na paliwa kopalne spowodowały, że od 1979 w Stanach Zjednoczonych przez wiele lat nie rozpoczęto budowy żadnej nowej elektrowni jądrowej, choć zaczęło funkcjonować wiele elektrowni, których budowa rozpoczęła się w latach siedemdziesiątych. Dopiero w 2009 rozpoczęto planowanie budowy dwóch nowych reaktorów w elektrowni im. Alvin'a W. Vogtle'a w stanie Georgia. Projekt uzyskał akceptacje w 2010.

## Chiński syndrom
Wypadek w Three Mile Island wydarzył się 12 dni po premierze filmu Chiński syndrom, w którym Jane Fonda jako dziennikarka miejscowej telewizji wraz z operatorem przebywa w elektrowni, realizując reportaż na temat pogłosek dotyczących nielegalnych oszczędności przy jej budowie. W czasie tej wizyty następuje awaria – nastąpiło duże prawdopodobieństwo stopienia rdzenia reaktora (oraz przetopienia betonowej podstawy samego reaktora) – która jednak została w porę zażegnana. Ekspert, któremu później jest pokazywany ukradkiem nagrany materiał, twierdzi, iż awaria (stopienie rdzenia) mogłaby spowodować ewakuację rejonu wielkości stanu Pensylwania (119 283 km²). Przyczyną awarii w filmie jest błąd operatorów elektrowni, mylnie interpretujących ilość wody chłodzącej rdzeń reaktora.
Po emisji filmu Fonda rozpoczęła kampanię przeciwko użyciu energii atomowej. Edward Teller, „ojciec” amerykańskiej bomby wodorowej i długotrwały rządowy doradca ds. nauki, próbował storpedować kampanię Fondy, rozpoczynając własną kampanię na temat pożytku energii atomowej i bezpieczeństwa reaktorów, co dla 71-letniego naukowca skończyło się atakiem serca. 
Temat zagrożenia w wyniku awarii elektrowni jądrowej jest wciąż popularny w filmach, na nowo rozpalając debaty „za” i „przeciw” energii atomowej.
Dzisiaj już wiadomo, że do wypadku wtopienia się w ziemię nie może dojść. Uran czy inne paliwo mogłoby się wgłębić maksymalnie 16 metrów poniżej poziomu podstawy rdzenia. Pod reaktorami zwykle są umieszczone potężne zbiorniki wody chłodzącej, dlatego groźnym następstwem byłoby powstanie radioaktywnej pary wodnej, która mogłaby rozsadzić obudowę reaktora i uwolnić się do atmosfery. W Czarnobylu niemalże doszło do takiej katastrofy. Setki wozów strażackich oraz trójka inżynierów zdołała wypuścić wodę chłodzącą zanim szczątki reaktora runęły do podziemi, gdzie pozostają do tej pory.